# Quintus Antistius Adventus Postumius Aquilinus
Quintus Antistius Adventus Postumius Aquilinus war ein römischer Offizier und Politiker des 2. Jahrhunderts.
Antistius wurde wahrscheinlich Mitte der 120er Jahre geboren und stammte aus Thibilis in Numidien. Er war mit Novia Crispia verheiratet und Vater des Lucius Antistius Burrus, der 181 Konsul wurde. 
Antistius war Militärtribun in der Legio I Minervia und begann seine senatorische Laufbahn anschließend als Quästor in der Provinz Macedonia. Später war er Volkstribun, Legat in der Provinz Africa und Prätor. Als Legat der Legio VI Ferrata war er in Syria Palaestina tätig. Ab 162 war er als Legat der Legio II Adiutrix Teilnehmer des Partherkrieges, wo er hoch dekoriert wurde. 
Wahrscheinlich 165 bis 167 war Antistius Adventus Statthalter von Arabia Petraea. In dieser Provinz sind eine Ehrung für ihn in Bostra sowie eine Ehrung für seine Frau in Gerasa erhalten. Auf der ersten Inschrift wird Antistius als consul designatus bezeichnet, auf der zweiten als Konsul, so dass er sein nicht genau datierbares Suffektkonsulat vielleicht in Abwesenheit bekleidete; wahrscheinlich im Jahr 167.
Später war Antistius als curator operum locorumque publicorum für die öffentliche Bautätigkeit in Rom zuständig. Als legatus Augusti at praetenturam Italiae et Alpium expeditione Germanica sollte er im Norden Italiens germanische Stämme abwehren. Ab circa 170 war er Statthalter der Provinz Germania inferior, etwa 173 bis 176 der Provinz Britannia.
Antistius war auch fetialis, wohl bereits seit der Zeit seines Konsulats.